# Igreja de Nossa Senhora da Ajuda (Prainha)

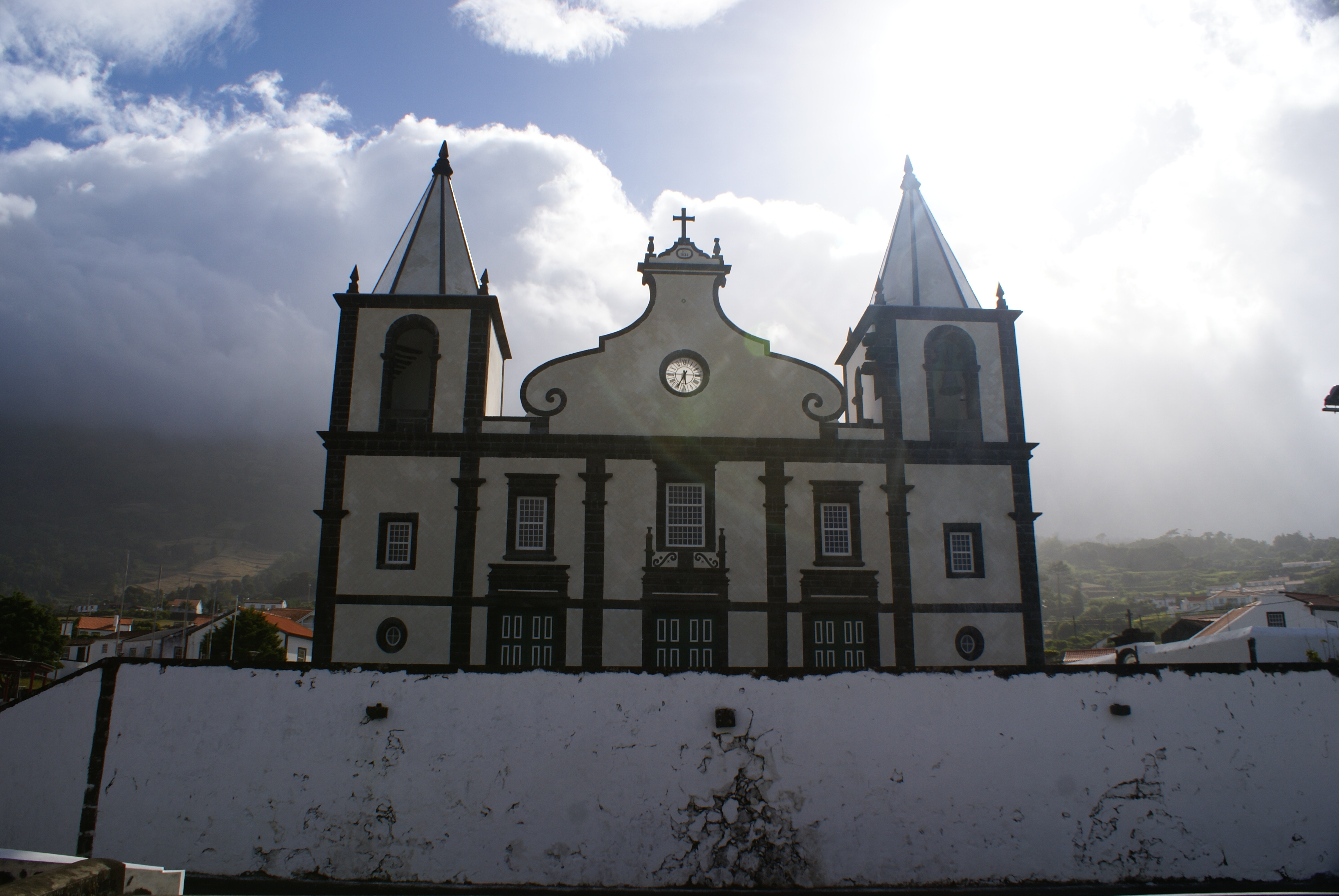
Igreja de Nossa Senhora da Ajuda, fachada.

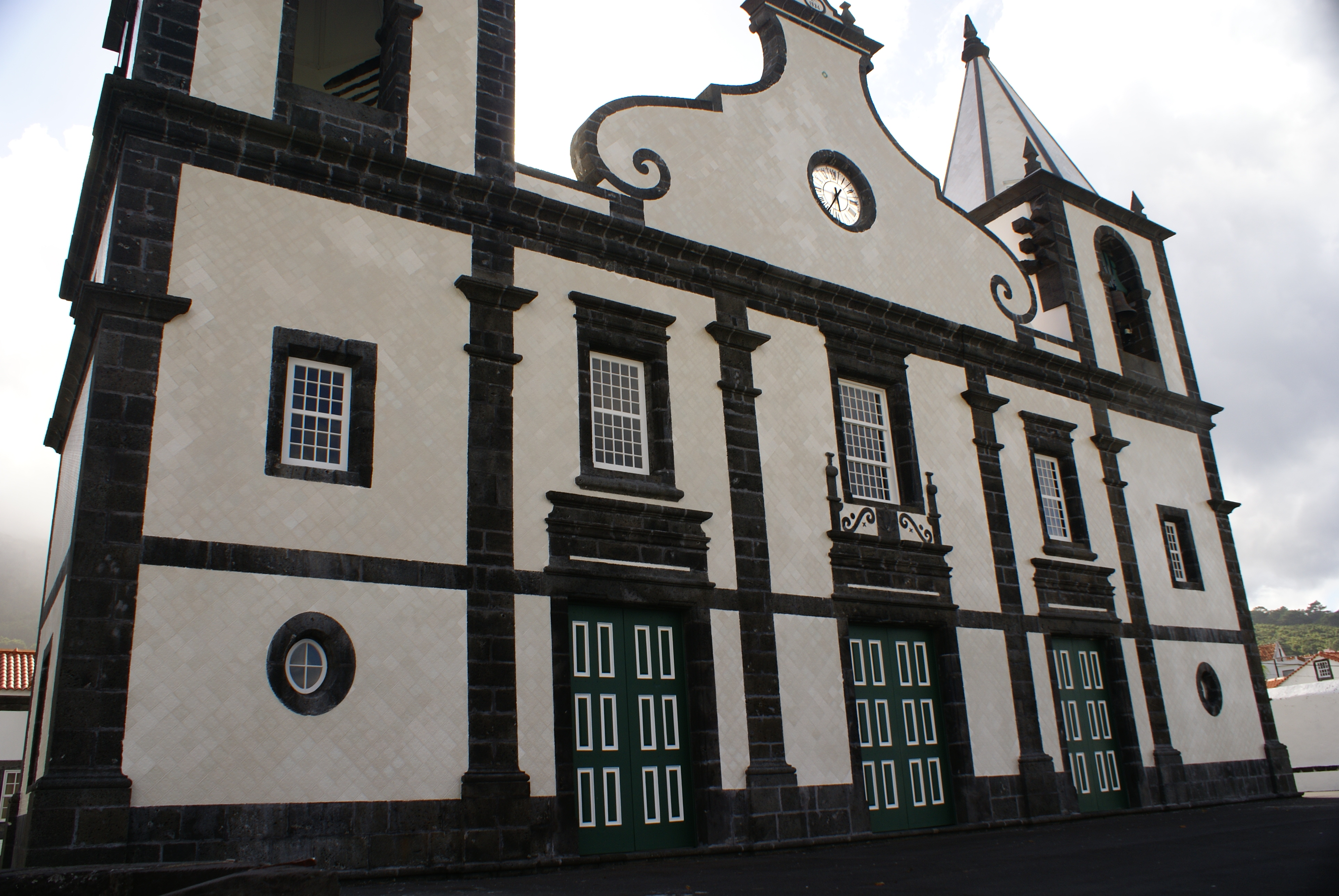
Igreja de Nossa Senhora da Ajuda, aspectos.

A Igreja de Nossa Senhora da Ajuda é um templo cristão português que se localiza na freguesia da Prainha, no lugar da Prainha de Baixo, concelho de São Roque do Pico, ilha do Pico, Açores, Portugal.
Este templo cuja construção recua ao século XVIII localiza-se no Largo Dr. José Machado Serpa, também conhecido como Largo do Império.
Este templo apresenta-se com um planta em forma de falsa cruz latina, cuja fachada principal é ladeada por duas torres sineiras. O corpo do templo é constituído por uma nave principal, e por duas naves laterais menores. Estas duas naves laterais encontram-se separadas da nave principal por cinco arcos em volta perfeita que se apoiam em pilares de secção quadrada. Cada uma das naves laterais têm duas janelas em forma rectangular, uma janela de verga arqueada e três portas.
No topo das naves encontra-se e a cabeceira local onde está o altar-mor. Esta cabeceira tem duas janelas de cada lado e um óculo circular. O tecto é de madeira e as paredes são rebocadas e caiadas a cor branca sendo as molduras, arcos e pilares em pedra à vista. Tem coro alto.